# Biton simoni
Biton simoni es una especie de arácnido  del orden Solifugae de la familia Daesiidae.

## Distribución geográfica
Se encuentra en Somalia  y en Yibuti.